# رداع
رداع (به عربی: رداع) یکی از شهرهای استان بیضاء در کشور یمن است که در سرشماری سال ۲۰۰۵ میلادی، ۴۴٫۷۵۵ نفر جمعیت داشته‌است.